# 1896 en Belgique
Chronologie de la Belgique
- 1892
- 1893
- 1894
- 1895
- 1896
- 1897
- 1898
- 1899
- 1900

Cette page recense des événements qui se sont produits durant l'année 1896 en Belgique.

## Culture

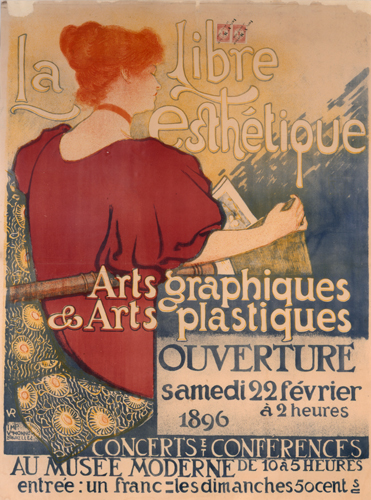
Affiche du salon annuel de La Libre Esthétique (Théo van Rysselberghe).

### Architecture

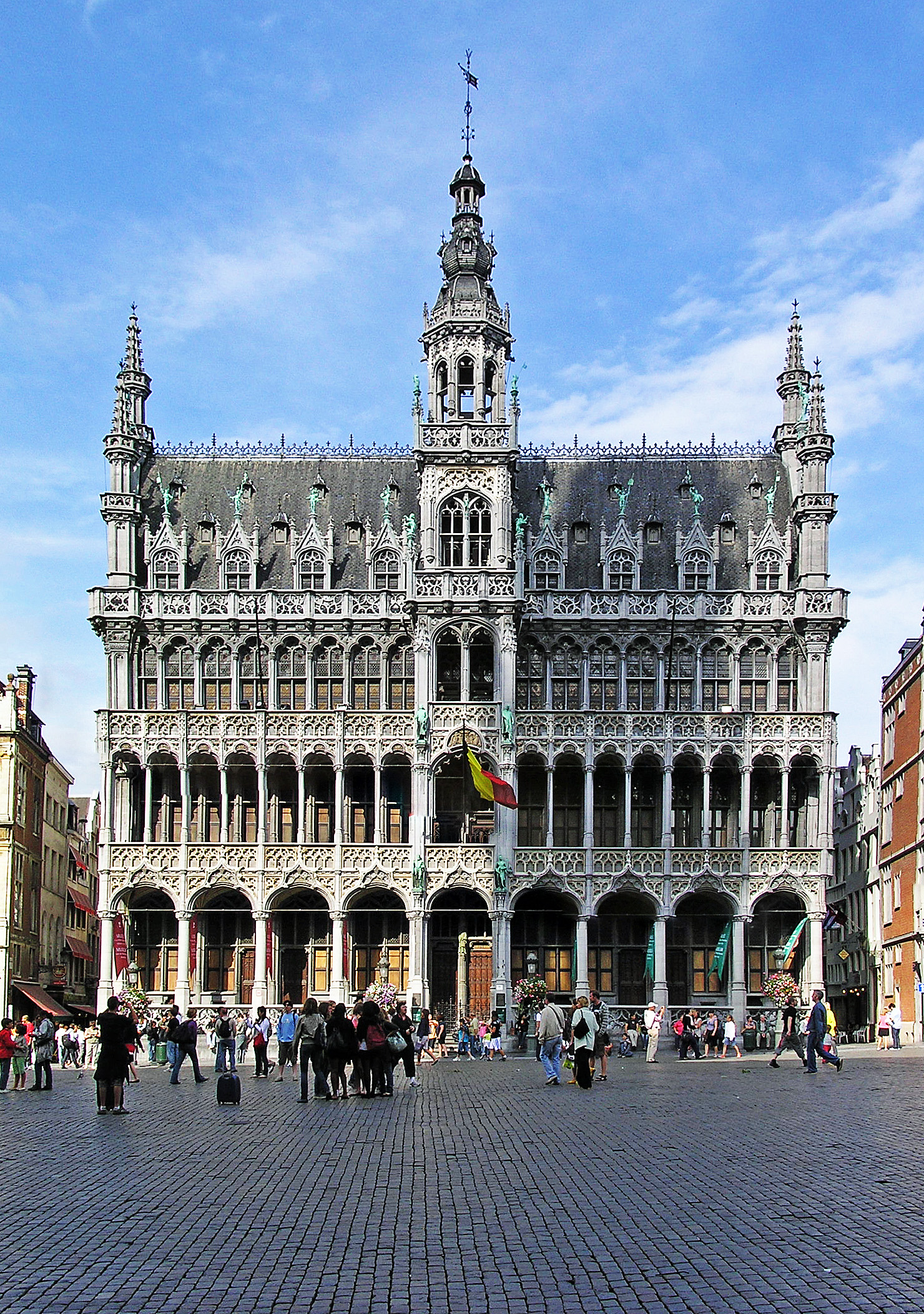
Maison du Roi à Bruxelles (style néogothique)

### Littérature
- Maurice De Wulf, Études Historiques sur l'Esthétique de Saint Thomas d'Aquin[1]
- Maurice Maeterlinck, Le Trésor des humbles
- Émile Verhaeren, Les Heures claires

### Peinture

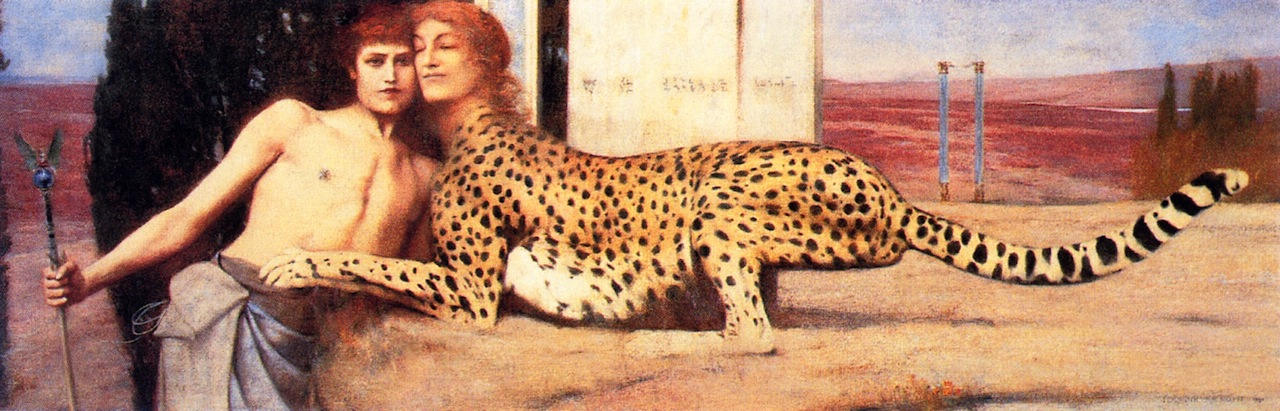
Des Caresses (Fernand Khnopff)

## Sciences
- Mathématiques : Charles-Jean de La Vallée Poussin démontre le théorème des nombres premiers.